# Buy Muy Drugs
Buy Muy Drugs é um álbum de estúdio dos artistas estadunidenses Denmark e Azarias, lançado em 17 de julho de 2017, através da Ether Jung.  Yasiin Bey, o artista anteriormente conhecido como Mos Def and Mike Eagle colaboraram com a produção do álbum.

## Faixas
| #  | Título                                             | Produtores    | Duração |
| -- | -------------------------------------------------- | ------------- | ------- |
| 1  | BMD Co.                                            | Buy Muy Drugs | 00:44   |
| 2  | LipStick                                           | Buy Muy Drugs | 02:19   |
| 3  | Crime.WAV                                          | Buy Muy Drugs | 02:18   |
| 4  | Cop That Feeling                                   | Buy Muy Drugs | 00:40   |
| 5  | MFKZT                                              | Buy Muy Drugs | 02:54   |
| 6  | Buy Muy Drugs - American Robot ft. Open Mike Eagle | Buy Muy Drugs | 03:41   |
| 7  | Pressure                                           | Buy Muy Drugs | 01:19   |
| 8  | DOG DAYS                                           | Buy Muy Drugs | 00:50   |
| 9  | O.K.                                               | Buy Muy Drugs | 02:47   |
| 10 | Buy My App ft Yasiin Bey                           | Buy Muy Drugs | 03:37   |
| 11 | American Dirge                                     | Buy Muy Drugs | 02:21   |
| 12 | smoke the weak                                     | Buy Muy Drugs | 01:14   |
| 13 | HYPERDOPE DROGAS                                   | Buy Muy Drugs | 03:24   |
| 14 | HAVEKNOTS VS ASCOTS ft. Adad                       | Buy Muy Drugs | 02:56   |
| 15 | YAYu                                               | Buy Muy Drugs | 02:21   |
| 16 | See Jack RUN ft. QuelleChris                       | Buy Muy Drugs | 03:23   |
| 17 | MAN BITE HAND ft. Sassi Blaque, Big Tone           | Buy Muy Drugs | 02:55   |
| 18 | FORE!                                              | Buy Muy Drugs | 00:25   |
| 19 | We All Float Down Here                             | Buy Muy Drugs | 03:52   |